# Lloret ratpenat frontdaurat
El lloret ratpenat frontdaurat (Loriculus aurantiifrons) és una espècie d'ocell de la família dels psitàcids que habita boscos de Nova Guinea, illes Raja Ampat i Arxipèlag D'Entrecasteaux.